# Tsubasa Sano
Tsubasa Sano (jap. 佐野 翼, Sano Tsubasa; * 18. Oktober 1994 in der Präfektur Shizuoka) ist ein japanischer Fußballspieler.

## Karriere
Tsubasa Sano erlernte das Fußballspielen in der Schulmannschaft der Shimizu Commercial High School sowie in der Universitätsmannschaft der Juntendo University. Seinen ersten Vertrag unterschrieb er 2018 bei Albirex Niigata (Singapur). Der Verein, der in der ersten Liga von Singapur, der S. League, spielte ist ein Ableger des japanischen Zweitligisten Albirex Niigata. In der Saison 2017 wurde er mit Niigata Meister. In 21 Spielen schoss er 26 Tore und wurde Torschützenkönig der Liga. Nach einem Jahr wechselte er zum japanischen Verein Roasso Kumamoto. Der Verein, der in der Präfektur Kumamoto beheimatet ist, spielte in der zweithöchsten Liga des Landes, der J2 League. Ende 2018 musste er mit Kumamoto den Weg in die Drittklassigkeit antreten. Hier spielte er noch ein Jahr in der dritten Liga. Anfang 2020 wurde er vom Ligakonkurrenten AC Nagano Parceiro aus Nagano unter Vertrag genommen. Nach drei Spielzeiten und 62 Ligaspielen unterschrieb er zu Beginn der Saison 2023 einen Vertrag beim Viertligisten Criacao Shinjuku.

## Erfolge
Albirex Niigata (Singapur)
- Singapurischer Meister: 2017

## Auszeichnungen
S. League
- Torschützenkönig: 2017 (26 Tore/Albirex Niigata)